# ژوائو کارلوس تیشیرا
ژوائو کارلوس تیشیرا (انگلیسی: João Carlos Teixeira؛ زاده ۱۸ ژانویهٔ ۱۹۹۳) یک بازیکن فوتبال اهل پرتغال است.